# Arnošt Hanisch
Arnošt Hanisch (1. srpna 1839, Nový Perštýn u Dubé – 10. února 1922, Třebíč) byl český manažer a geolog.

## Biografie
Arnošt Hanisch se narodil v roce 1839, působil jako ředitel velkostatku Valdštejnů v Třebíči, v roce 1908 obdržel rytířský kříž řádu Františka Josefa. V roce 1909 navrhl založení hasičského sboru v Čechtíně, kterému následně mezi lety 1909 a 1913 předsedal. Na přelomu století vytvořil velmi rozsáhlou sbírku minerálů a hornin, ze které těžil například F. E. Suess, ta po jeho smrti byla předána Městskému muzeu v Třebíči (pozdějšímu Muzeu Vysočiny v Třebíči), ale bohužel později byla rozdělena mezi další sběratele či poničena. Také se zasloužil o založení Musejního spolku v Třebíči, rybářského spolku a byl také členem Okrašlovacího spolku v Třebíči. Byl také zakladatelem Přírodovědného klubu v Prostějově a členem Vídeňské geografické společnosti.
V roce 1913 se stal čestným občanem samostatného Podklášteří, důvodem bylo to, že navrhl zavedení situačního plánu obce.